# V. kézközépcsont

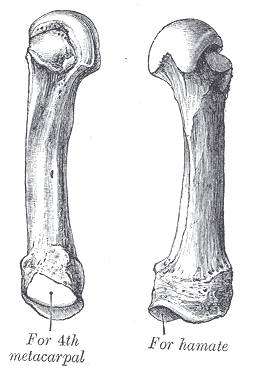
Az V. kézközépcsont

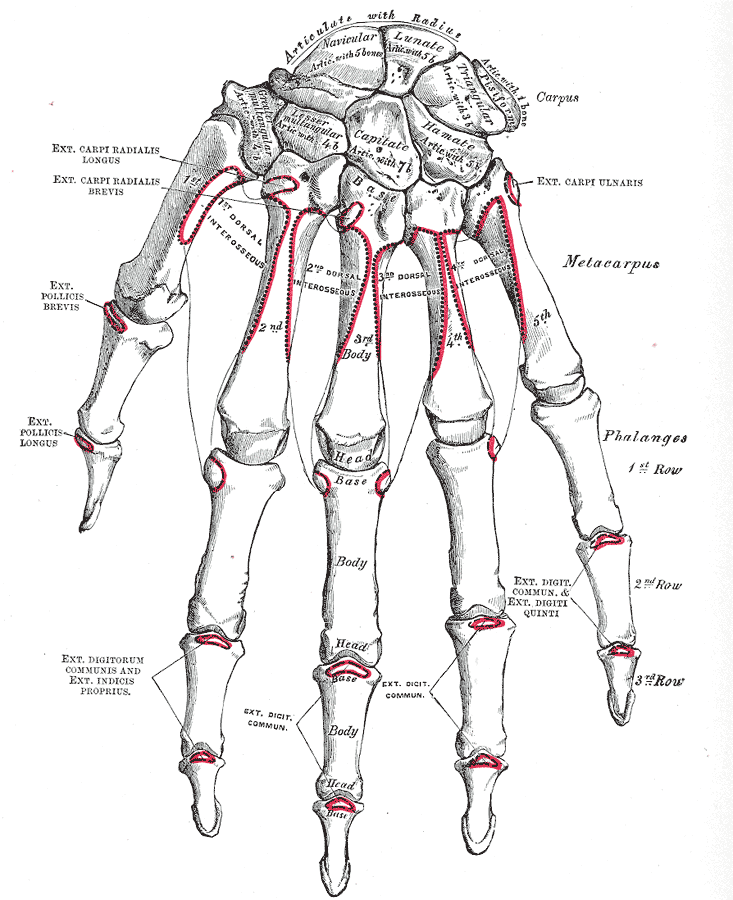
A kéz csontjai

Az V. kézközépcsont (ossa metacarpalia V) kisujjhoz tartozó kézközépcsont.
Az alapja konkávo-konvex és az os hamatummal ízesül. A radialis része a IV. kézközépcsonttal ízesül.
Az ulnaris oldalán van egy dudor, mely a musculus extensor carpi ulnaris inának biztosít tapadási helyet.
A dorsalis felszínén van egy ferde vonulat, ami kiterjed az ulnaris oldal alapjáig és a radialis oldal fejéig.
A külső felszínén tapad a IV. csontközötti izom (musculus interosseus). A belső felszíne sima, háromszög alakú és a kisujj feszítő inai találhatók rajta.